# 方程式赛车比赛
方程式賽車（英文：Formula racing）、開輪式賽車（英文：open-wheel racing）是使用「開輪式」（車胎在車身外面）和單座位的賽車比賽。最出名的方程式賽車是一級方程式，而近年新興的就有電動方程式。

## 世界錦標賽

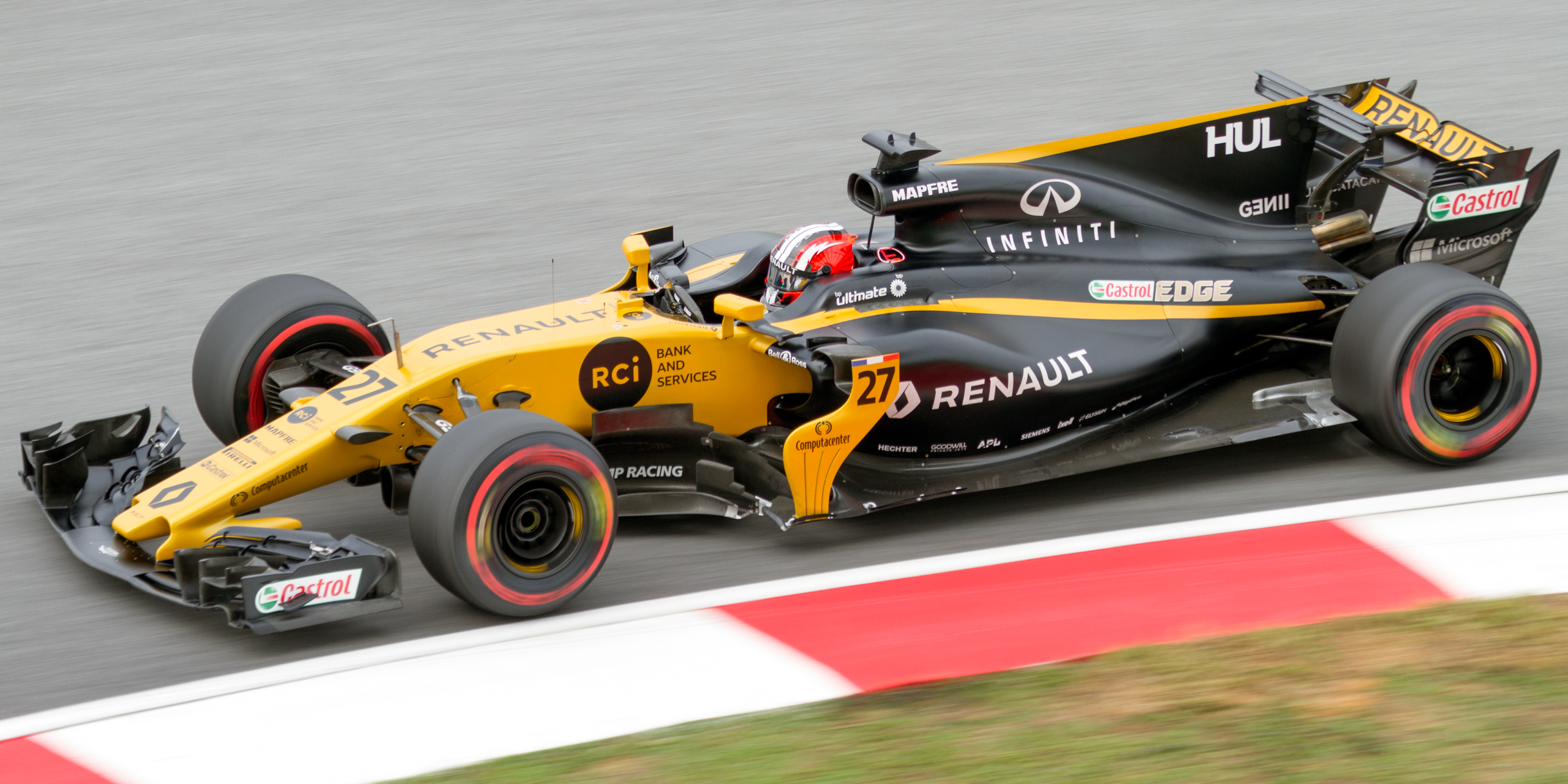
尼可拉斯·賀根堡在2017年馬來西亞大獎賽

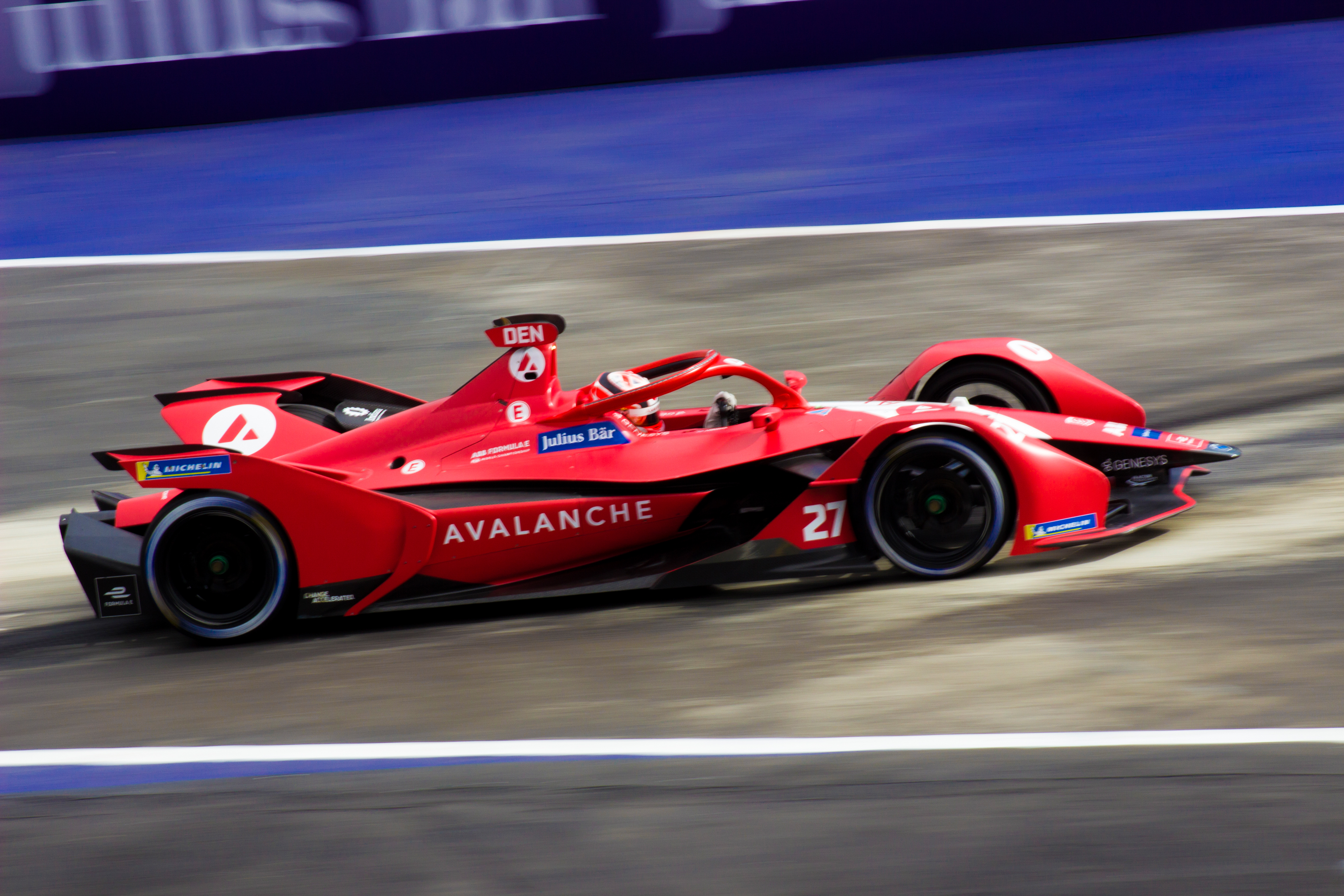
傑克·丹尼斯在2022年墨西哥城電動大獎賽駕駛Gen2電動方程式賽車。

### 一級方程式
一級方程式是有着漫长歷史的世界级赛车运动，其前身為1920年代和1930年代举辦的欧洲大奖赛。1946年，新規則「Formula One」商定成功，並舉行首場非錦標賽。一些大獎賽組織機構戰前就已制定世界錦標賽的規則，無奈賽事止於戰爭，到1947年才正式出現世界車手錦標賽。第一场世界錦標賽于1950年在英国银石赛道举行。1958年製造商冠軍被引入。

### 電動方程式
电动方程式是由国际汽联(FIA)举办的一项全新赛事，以其抢眼的环保理念、符合未来汽车发展趋势的模式，吸引了全球众多厂商和名人的关注。 电动方程式赛车的目标是在推广清洁能源汽车的可持续发展，同时促进相关电池、电动机、变速器、电子控制、快充技术、安全保证等方面的技术进步，并且为治理城市污染、创造清洁环境提供解决思路。賽會在2012年成立，表演賽在2013年下半年舉行，最終在2014年舉行第一個賽季，直至現在已經获得了很大的关注。

## 國際錦標賽

### 二級方程式
国际汽联二级方程式锦标赛是一项2017年推出的开轮式赛车赛事，由GP2系列赛重塑而成。 为了让车队能够负担得起参赛并使其成为一级方程式赛车的完美训练场，二级方程式已经强制要求所有车队使用相同的底盘、发动机和轮胎供应商，以便体现车手的真实能力。

### 三級方程式
国际汽联三级方程式锦标赛于2019年开始举办，由GP3系列赛和国际汽联欧洲三级方程式锦标赛合并而成。

## 區域錦標賽
區域方程式賽車是国际汽车联合会批准的區域性統一規格賽車的三級方程式級別賽事。 國際汽聯成立此級別賽事的目的是為了收窄四級方程式賽事與三級方程式賽車之間的差距。

## 國家錦標賽
国际汽联四級方程式賽車是大多数赛车手完成卡丁车比赛后最早接触到的“正统”方程式赛车。四級方程式并不是全球锦标赛，而是地区性赛事。由國際汽聯 (FIA)創建，作為年輕車手的入門級類別，彌合了卡丁車和三級方程式之間的差距。這是F1之路計畫的一部分。

## 北美錦標賽

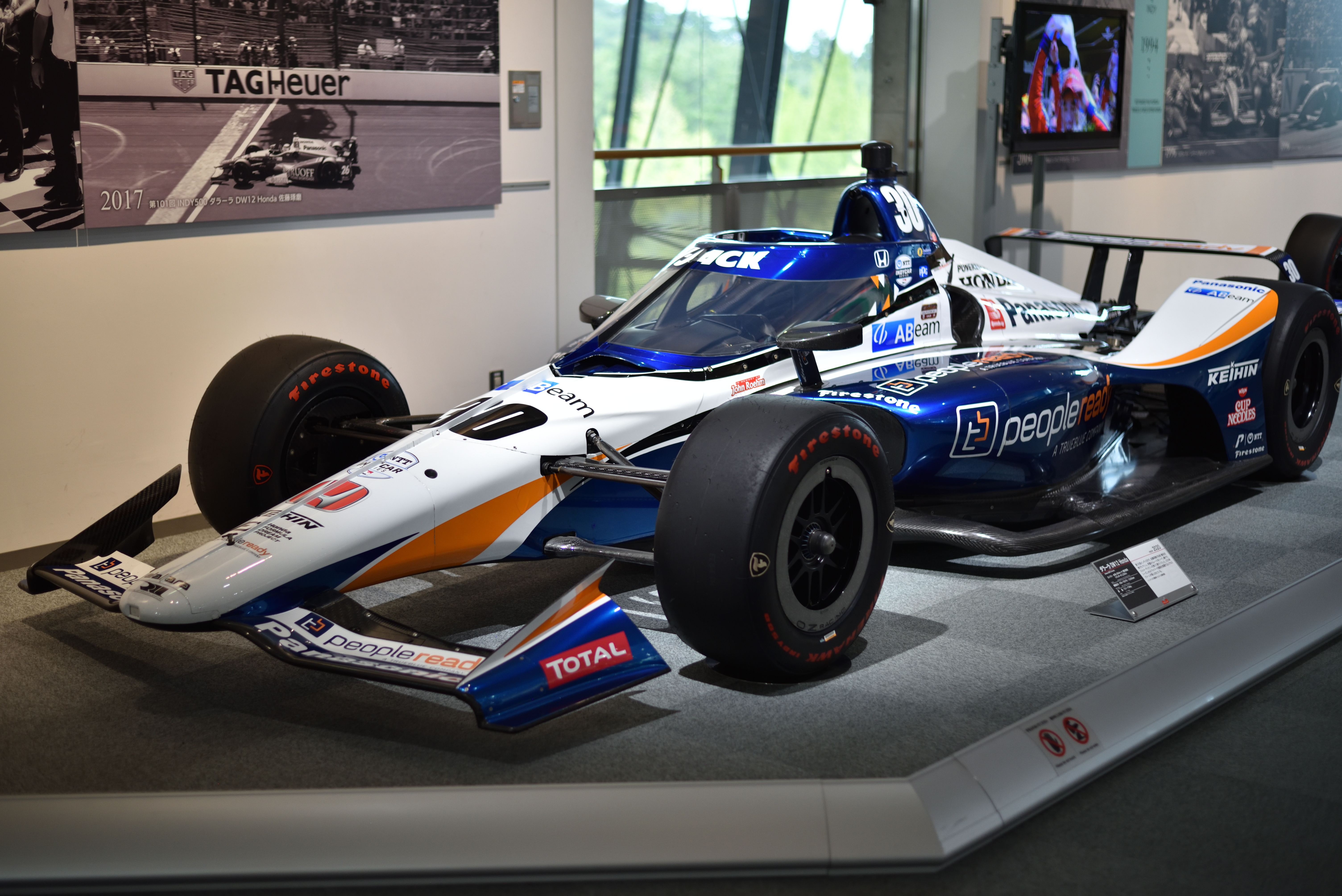
2020年印第安納波利斯500佐藤琢磨的冠軍賽車

### 印第賽車系列賽
印第賽車系列賽是北美洲的頂級開輪式賽事。賽事歷史可追溯至1900年代的美國汽車協會全國錦標，主辦機構曾經歷多次轉變，現賽事由印第安納波利斯賽車場老闆托尼·乔治於1996年從CART分立而成。2008年印第賽車系列賽與前身為CART的冠軍賽車世界系列統合成單一賽事。賽事通常在專用賽道、市街賽道、橢圓賽道（包括舉辦印第安納波利斯500的印第安納波利斯賽車場）三種賽道上舉行。

## 日本錦標賽

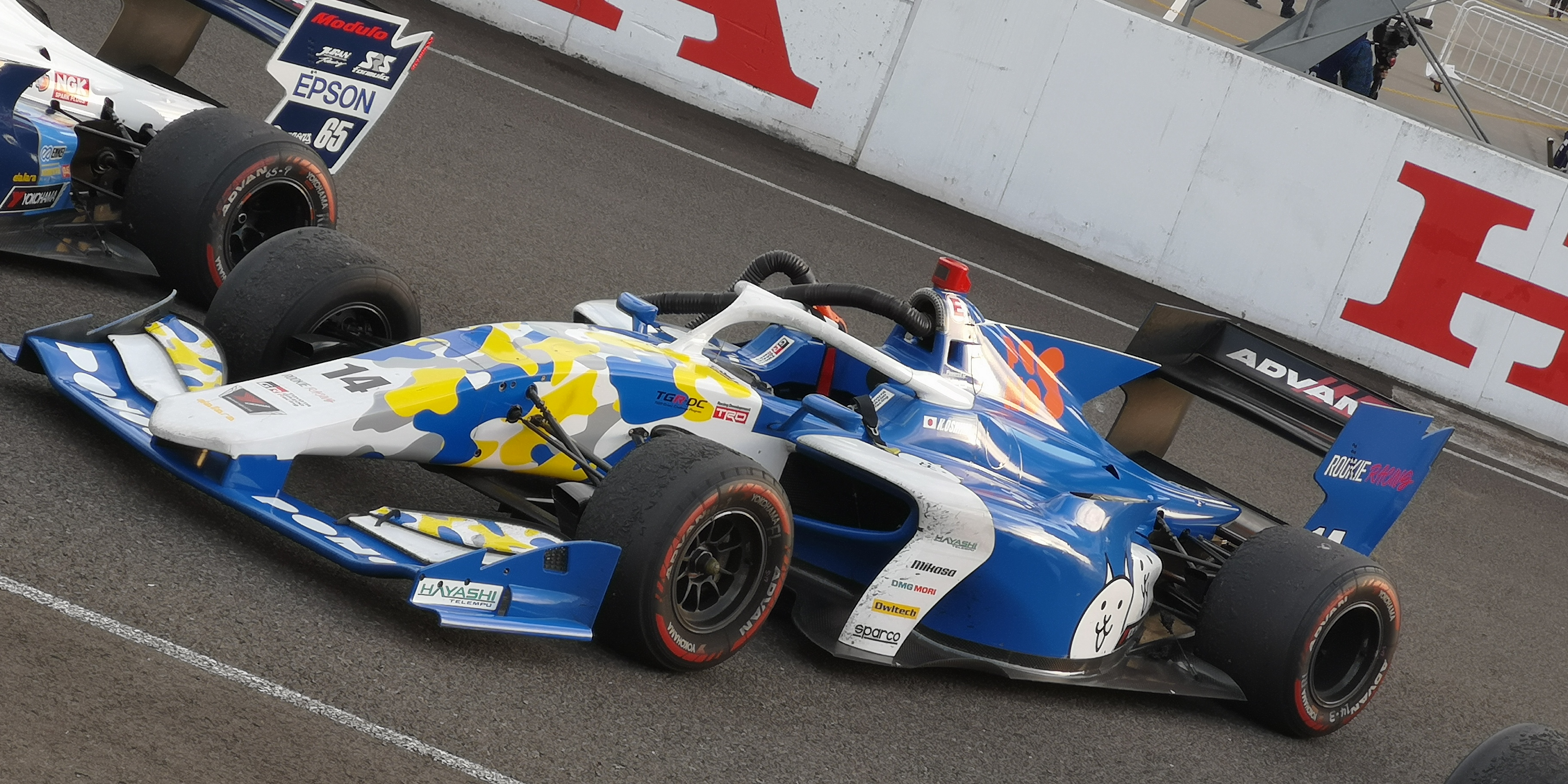
大島和也在2020年菅生賽道駕駛的SF19賽車

### 超級方程式錦標賽
前稱日本方程式的超級方程式錦標賽是日本的頂級開輪式賽事。